# Gmina zbiorowa Boffzen
Gmina zbiorowa Boffzen (niem. Samtgemeinde Boffzen) – gmina zbiorowa położona w niemieckim kraju związkowym Dolna Saksonia, w powiecie Holzminden. Siedziba gminy zbiorowej znajduje się w miejscowości Boffzen.

## Podział administracyjny
Do gminy zbiorowej Boffzen należą cztery gminy. w tym jedno miasto (Flecken):
1. Boffzen
2. Derental
3. Fürstenberg
4. Lauenförde